# Jānis Ezeriņš (spisovatel)
Jānis Ezeriņš (9. dubna 1891 – 24. prosince 1924) byl lotyšský spisovatel.

## Životopis
V roce 1910 absolvoval učitelský seminář ve Valmieře, poté působil jako učitel. V roce 1914 byl mobilizován do armády, ale ze zdravotních důvodů odešel předčasně do invalidního důchodu. Následně se léčil z tuberkulózy v Abcházii. Od roku 1919 do roku 1922 vedl literární oddělení novin Brīvā Zeme.

## Literární dílo
Věnoval se psaní převážně anekdotických povídek, pro jeho tvorbu je charakteristický rychlý spád, barvité popisy prostředí a lidského charakteru a neočekávaný konec.
Přeložil významná klasická díla (Obraz Doriana Graye od Oscara Wilda, středověkou francouzskou legendu Okasen a Nikoleta, Povídky Giovanniho Boccaccia, Stendhalův román Červený a černý). Získal Cenu kulturní fondu (Kultūras fonda balva, 1923).

### Překlad do češtiny
Oběd s hudbou (Pusdienas ar mūziku): [Povídky a novely, Stāsti un noveles. Rīga, Liesma, 1962.] / Z lotyštiny vybral a přeložil Vojtěch Gaja; doslov napsal Radegast Parolek. Praha: Odeon, 1977.